# Polvorín
Un polvorín es un edificio de uso militar donde se almacena la pólvora y las municiones o explosivos hechos a base de pólvora, aunque sirven también para fabricarla. Dado que dentro de estos almacenes se guardan materias explosivas, resulta indispensable mantener las condiciones de seguridad adecuadas para evitar accidentes.
La historia de los polvorines está repleta de accidentes, entre los cuales se pueden destacar los siguientes:
- La explosión el 12 de octubre de 1654 del polvorín de Delft, en los Países Bajos (entonces las Provincias Unidas), que causó la muerte de más de un centenar de habitantes y destruyó una parte de la ciudad.[3]
- La explosión del polvorín de Grenelle (hoy barrio de París), el 31 de agosto de 1794. Hubo más de un millar de víctimas, entre personal del almacén y la población vecina, y todos los alrededores resultaron afectados.[4]
- La explosión del polvorín de San Ferrán, en Palma, el 25 de noviembre de 1895, considerado el accidente laboral más luctuoso de las islas Baleares. Causó la muerte de 97 empleados, la mayor parte mujeres y niños.[5]
- La explosión del polvorín en el barrio de Calidonia en Panamá, el 5 de mayo de 1914. Provocó la muerte de bomberos, policías y civiles.
- La explosión del polvorín de los Dieciocho Puentes, en Lille, al norte de Francia, el 11 de enero de 1916. Produjo 104 muertos y 400 heridos, y se especula que fue obra de un sabotaje contra el ejército ocupado alemán durante la Primera Guerra Mundial.[6]
- La explosión del polvorín de la Armada, en Cádiz, el 18 de agosto de 1947, que causó la muerte de más de 250 habitantes y provocó graves daños en la ciudad.
- Las Explosiones de Río Tercero de 1995, en la provincia de Provincia de Córdoba (Argentina), caso criminal ocurrido el 3 de noviembre de 1995 que causó la muerte de 7 personas y dejó al menos 300 heridos de distinta gravedad.